# 少年よ
「少年よ」（しょうねんよ）は、2005年3月24日にリリースされた布施明のシングル。
発売元はエイベックス、販売元はエイベックス・マーケティング・コミュニケーションズ（AVCA-22320）。

## 概要
- 2005年、布施の最初のシングルと同時に平成仮面ライダーシリーズ第6作『仮面ライダー響鬼』の主題歌CDでもある。ジャケットには仮面ライダー響鬼（ヒビキ）が起用されており、楽曲名と番組名が併記されている。
- 「少年よ」は、藤林聖子の作詞によるもので、同ドラマの主人公・ヒビキと安達明日夢の関係をもとに、布施から「自分の生き方を見つけろ」というメッセージが込められた、現代少年への応援歌でもある。1話から33話、最終話のエンディングテーマとして使用されており、一部話数では2番の歌詞が使用されている。作曲を担当した佐橋俊彦のコメントによれば、番組中でミュージカル描写があることから、ミュージカルナンバーに匹敵する楽曲を作ることを意識していた[1]。また、佐橋自身は布施の「君は薔薇より美しい」のファンでもあり、歌唱が布施に決定した後は布施の声のイメージが頭の中にあったため作りやすかったと述べている[1]。
- 一方の「輝（かがやき）」は、「勇壮」をテーマに音のみで表現した楽曲。1話～33話、最終話のオープニングテーマとして使用された。東映のヒーロー番組としては初のインストゥルメンタル楽曲であった[1]。また作中に登場する「鬼」のイメージに合わせ、トランペットやエレキギターなどによる複数のアレンジバージョンが存在し、各エピソードに応じた曲が劇伴として使用されることも多かった。これらのアレンジバージョンは放映当時にリリースされたサントラ盤「仮面ライダー響鬼 音劇盤」などに収録されている。シングル盤には、前述した複数のアレンジバージョンのいくつかをつなぎ合わせたものが収録されている。
- 2005年の第56回NHK紅白歌合戦は、布施はこの楽曲で出場し歌い上げた。この際には『仮面ライダー響鬼』に登場する主人公の響鬼とともに舞台に登場し、中盤からは威吹鬼（イブキ）や轟鬼（トドロキ）、魔化魍（まかもう）が登場して殺陣を披露、終盤に主演の細川茂樹が登場するといった演出がされた。
- 布施は当時、アップフロントワークス（ライスミュージックレーベル）に在籍していたが作品シリーズのタイアップの関係上、次シングルの「始まりの君へ」も含め上記のような発売・販売元となっている。

## 収録曲
1. 少年よ
作詞：藤林聖子、作曲・編曲：佐橋俊彦（3分51秒）
  - 東映製作・テレビ朝日系列放送の特撮テレビドラマ『仮面ライダー響鬼』エンディングテーマ
2. 輝
作曲・編曲：佐橋俊彦（4分48秒）
  - 東映製作・テレビ朝日系列放送の特撮テレビドラマ『仮面ライダー響鬼』前期オープニングテーマ
3. 少年よ（コーラス入りインスト）